# Lumbrineris perkinsi
Lumbrineris perkinsi är en ringmaskart som beskrevs av Carrera-Parra 200. Lumbrineris perkinsi ingår i släktet Lumbrineris och familjen Lumbrineridae.
Artens utbredningsområde är Mexikanska golfen. Inga underarter finns listade i Catalogue of Life.